# Báo và phát thanh, truyền hình An Giang
Báo và Phát thanh – Truyền hình An Giang – tên viết tắt Báo An Giang & ATV – là một cơ quan báo chí và truyền thông trực thuộc tỉnh ủy An Giang.

## Lịch sử
- Đúng 5h ngày 2 tháng 9 năm 1977, Đài Phát thanh An Giang được thành lập và được phát trên tần số AM 1170 Khz trong khu vực thị xã Long Xuyên – nay là thành phố Long Xuyên.
- Ngày 25 tháng 3 năm 1997, đài được đổi tên thành Đài Phát thanh – Truyền hình An Giang nhưng chưa lên sóng chương trình truyền hình, chỉ tập trung cộng tác với Đài Phát thanh – Truyền hình Thành phố Cần Thơ để nâng cao chất lượng phát thanh.
- Ngày 19 tháng 8 năm 1998, Đài Phát thanh – Truyền hình An Giang chính thức phát sóng truyền hình trên kênh 36 UHF.
- Ngày 2 tháng 9 năm 2009, đưa sóng truyền hình vào hệ thống truyền hình cáp khu vực và Thành phố Hồ Chí Minh.
- Ngày 1 tháng 1 năm 2014, khánh thành trung tâm kỹ thuật Phát thanh – Truyền hình An Giang.
- Ngày 1 tháng 1 năm 2012, tần số phát thanh FM 93,1 Mhz chính thức lên sóng, đồng thời phát hình trên kênh 8 VHF tại điểm phát sóng trên đỉnh núi Cấm.
- Ngày 2 tháng 1 năm 2019, đài chính thức đưa vào hoạt động trang thông tin điện tử của Đài PT–TH An Giang: https://www.atv.org.vn
- Tháng 5 năm 2013, Phát sóng thử nghiệm kênh ATV2 là kênh dân tộc kiểu bào Khmer phát trên kênh 8 VHF.
- Ngày 1 tháng 6 năm 2013, kênh ATV2 chính thức phát sóng với thời lượng phát sóng 7/7 bằng tiếng Khmer phục vụ đồng bào dân tộc Khmer, đồng thời kênh ATV đổi tên thành ATV1.
- Ngày 14 tháng 12 năm 2013, kênh ATV1 tiếp sóng kênh HTV9 của Đài Truyền hình Thành phố Hồ Chí Minh trực tiếp Cầu Truyền hình “Âm vang Biên giới”[1].
- Ngày 1 tháng 4 năm 2018, kênh ATV2 tạm ngừng phát sóng, và kênh ATV1 trở về tên cũ ATV.
- Ngày 1 tháng 1 năm 2019, ATV lên sóng kênh theo định dạng HD.
- Ngày 1 tháng 1 năm 2021, phủ sóng phát thanh chính thức phát sóng FM tần số 93.1 MHz tại khu vực Đồng bằng sông Cửu Long.
- Từ ngày 24 tháng 6 năm 2025, hợp nhất Đài Phát thanh – Truyền hình An Giang và Báo An Giang thành Báo và Phát thanh – Truyền hình An Giang.
- Từ ngày 30 tháng 6 năm 2025: Chuyển đổi kênh KG (Đài PT - TH Kiên Giang cũ) thay thế thành kênh ATV1, kênh KG1 thay thế thành kênh ATV3 và kênh ATV hiện tại thành kênh ATV2.
- Từ ngày 1 tháng 7 năm 2025, đài chính thức cập nhật hoạt động trang thông tin điện tử của Báo và PT–TH An Giang mới tại 2 trang web chính thức: https://www.baoangiang.com.vn & https://www.angiangtv.vn

## Ban Biên tập
- Tổng Biên tập: Nguyễn Xuân Bằng
- Phó Tổng Biên tập phụ trách: Lê Văn Chuyển
- Phó Tổng Biên tập: Nguyễn Xuân Bằng, Nguyễn Tấn Vạn, Nguyễn Việt Tiến, Lâm Việt Khởi, Huỳnh Thị Diễm, Đỗ Quốc Bửu, Nguyễn Thành Tín, Phạm Thanh Miêng, Trần Thị Hồng Hạnh, Nguyễn Công Tính, Ngô Ngọc Chuẩn

## Nhạc hiệu và lời xướng của PT-TH
Đầu buổi phát sóng mỗi ngày trên các kênh phát thanh của Đài đều có phát một đoạn nhạc không lời gọi là "nhạc hiệu" của Đài cùng một câu giới thiệu tên gọi và vị trí của Đài được gọi là "lời xướng" do các phát thanh viên gồm một nam và một nữ lần lượt đọc. Nhạc hiệu của Đài là bài "Bảy Núi" của nhạc sỹ Hoàng Hiệp, được dùng từ khi thành lập Đài cho đến nay.
Lới xướng dùng từ năm 2012 – nay:
| “ | Đây là Đài Phát thanh - Truyền hình An Giang, phát trên sóng phát thanh FM, tần số 93,1 Mhz. | ” |

Lời xướng tương lai sau khi số hóa phát thanh mặt đất:
| “ | Đây là Đài Phát thanh - Truyền hình An Giang. | ” |

## Các kênh thuộc PT-TH

### Phát thanh
- FM 93,1 Mhz[2]: Kênh phát thanh An Giang FM phát sóng từ ngày 1 tháng 1 năm 2012, phát cùng lúc ở hai trạm phát sóng: trụ sở đài PT–TH An Giang cũ (khu vực Long Xuyên) và trên đỉnh núi Cấm, tầm phủ sóng toàn bộ tỉnh An Giang và nhiều tỉnh lân cận.
- FM 99,4 Mhz: Kênh phát thanh FM An Giang mới (FM Kiên Giang cũ) phát sóng từ ngày 1 tháng 7 năm 2025 tại trạm phát sóng trụ sở đài PT–TH An Giang mới (khu vực Rạch Giá), thời lượng từ 05h25 đến 24h00 (18h35/24h).

### Truyền hình
| Tên kênh | Tên cũ                                                                  | Thành lập                                                        | Nội dung                          |
| -------- | ----------------------------------------------------------------------- | ---------------------------------------------------------------- | --------------------------------- |
| ATV1     | KTV10 (1987–1997) THKG10 (1997–2006) KG (2006–2009) KG–PTTH (2009–2025) | 4 tháng 5 năm 1987                                               | Kênh tổng hợp                     |
| ATV2     | ATV (1998–2013, 2018–2025) ATV1 (2013–2018)                             | 19 tháng 8 năm 1998                                              | Kênh tổng hợp                     |
| ATV3     | KG1–PTTH                                                                | 1 tháng 2 năm 2008 (Thử nghiệm) 23 tháng 8 năm 2009 (Chính thức) | Kênh biên giới, biển đảo, dân tộc |

#### Kênh cũ
| Tên kênh                     | Thành lập                                                     | Nội dung                     | Dừng phát sóng     |
| ---------------------------- | ------------------------------------------------------------- | ---------------------------- | ------------------ |
| ATV2 (Đài PT-TH An Giang cũ) | Tháng 5 năm 2013 (Thử nghiệm) 1 tháng 6 năm 2013 (Chính thức) | Kênh truyền hình tiếng Khmer | 1 tháng 4 năm 2018 |

## Khen thưởng
- Huân chương Lao động hạng Ba năm 1982
- Huân chương Lao động hạng Nhì năm 1983.